# Centzon Totochtin
Els Centzon Totochtin (del nàhuatl: Sentsontotochtin [sent͡son toːˈtoːt͡ʃtin] «quatre-cents conills»; sentsontli, «quatre-cents», i totochtin, «conills») en la mitologia asteca són els 400 esperits o 400 déus menors del pulque, de l'embriaguesa i dels borratxos, com Tepoztecatl.
Són fills de Patecatl, el déu del pulque, i Mayahuel, la deessa de l'atzavara, i germans d'Ixtlilton. Els colors roig i negre eren distintius dels 400 déus dels borratxos, i se'ls relaciona amb el somni i el despertar, amb l'ofuscació i la lucidesa, i amb la mort.